# Guillermo Vázquez (Fußballspieler)
Guillermo Vázquez (* 25. Mai 1967 in Mexiko-Stadt) ist ein ehemaliger mexikanischer Fußballspieler, der vorwiegend im Mittelfeld agierte.

## Leben
Vázquez begann seine Profikarriere 1984 bei seinem Heimatverein UNAM Pumas, für den er bis 1990 spielte. Danach stand er bei den UAG Tecos, beim CF Monterrey und bei Toros Neza unter Vertrag, bevor er seine aktive Laufbahn 1999 in Diensten des CF Pachuca beendete.
Seine größten Erfolge feierte er in den Spielzeiten 1993/94 und im Winterturnier 1999, als er mit den Tecos bzw. den Tuzos je einmal die mexikanische Meisterschaft gewann. Bereits 1992 hatte er mit Monterrey den einheimischen Pokalwettbewerb gewonnen.
Darüber hinaus war er dreimal mexikanischer Vizemeister, zweimal davon mit den UNAM Pumas. Was ihm als Spieler mit seinem Heimatverein verwehrt blieb, schaffte er als Trainer beinahe auf Anhieb. Nachdem er die Pumas vor der Saison 2010/11 als Cheftrainer übernommen hatte, gewann er die Meisterschaft der Clausura 2011.
Zwischen 1988 und 1991 kam Vázquez insgesamt viermal für die mexikanische Nationalmannschaft zum Einsatz.

## Erfolge

### Als Spieler
- Mexikanischer Meister: 1993/94 (mit UAG Tecos), Invierno 1999 (mit Pachuca)
- Mexikanischer Vizemeister: 1984/85 und 1987/88 (mit UNAM Pumas), Verano 1997 (mit Toros Neza)
- Mexikanischer Pokalsieger: 1991/92 (mit Monterrey)

### Als Trainer
- Mexikanischer Meister: Cla 2011 (mit Pumas)